# Turecká líska na Strahově
Turecká líska na Strahově byla nejstarším památným stromem svého druhu na území Prahy. V současnosti již neexistuje, zanikla na konci 20. století.

## Základní údaje
- název: Turecká líska na Strahově, Turecká líska u Strahovského kláštera, Byzantská líska[2]
- věk: téměř 200 let[1], téměř 400 let (podle pověsti)[2]

## Stav stromu a údržba
Nejstarší a nejmohutnější turecká líska v Praze rostla na vyhlídkové terase Strahovského kláštera. Kmen se dělil na tři terminály, přičemž jeden z postranních se dále větvil. Strom zanikl před rokem 2000 na neznámou chorobu, která způsobila zánik například i Turecké lísky u Trojského zámku, která uschla rovněž, jen o pár let poté. O dalších několik roků později potkal stejný osud Tureckou lísku na Petříně. Na vnitřní straně zdi, která lemuje cestičku ze Strahovského nádvoří na Úvoz, byl po zániku stromu umístěn rozpůlený kmen.
V místě byl kolem roku 2000 vysazen nový stromek.

## Historie a pověsti
Podle pověsti byla vysazena kolem roku 1613 při založení Opatské zahrady.

## Další zajímavosti
Lísce byl věnován prostor v pořadu České televize Paměť stromů, konkrétně v dílu číslo 2, Pražské památné stromy. Také ji ve svém díle zachytil akademický malíř Jaroslav Turek.

## Památné a významné stromy v okolí
- Turecká líska na Petříně